# گراتواین-شتراسنگل
گراتواین-شتراسنگل (به آلمانی: Gratwein-Straßengel) یک شهرستان در اتریش است که در گراتس اومگبونگ واقع شده‌است. گراتواین-شتراسنگل ۳۹۲ متر بالاتر از سطح دریا واقع شده‌است.